# شام آخر (فیلم ۱۳۸۰)
شام آخر فیلمی ایرانی به کارگردانی و نویسندگی فریدون جیرانی و تهیه‌کنندگی یدالله شهیدی محصول سال ۱۳۸۰ است.

## داستان
میهن مشرقی (کتایون ریاحی) استاد دانشکده معماری پس از بیست و شش سال زندگی با شوهرش به سبب ناسازگاری فکری و رفتاری با پادرمیانی دخترش ستاره (هانیه توسلی) از همسرش جدا می‌شود. سپس به خانه قدیمی پدریش اسباب کشی می‌کند و با دخترش و دایه اش آفاق (ثریا قاسمی) زندگی تازه‌ای را آغاز می‌کند. زندگی تازه او با آمدن مانی معترف (محمدرضا گلزار) دانشجوی رشته معماری در هم می‌ریزد. مانی که هم دانشگاهی ستاره و دانشجوی میهن است به میهن ابراز علاقه می‌کند و این در حالی ست که ستاره عاشق مانی است. میهن هم بعد از کشمکش‌های زیاد عاشق مانی می‌شود و شوهر سابق میهن(آتیلا پسیانی) که در یکی از سازمان‌های دولتی کار می‌کند، خبرِ دروغ رابطهٔ نامشروع بین میهن و مانی را پخش می‌کند. میهن از دانشگاه اخراج می‌شود اما تصمیم می‌گیرد با مانی ازدواج کند اما با واکنش بسیار تند ستاره مواجه می‌شود. علیرغم همهٔ اینها میهن و مانی ازدواج می‌کنند و برای ماه عسل به شمال می‌روند. ستاره شب سر می‌رسد و رفتار عجیبی نشان می‌دهد. میهن می‌خواهد در کنار ستاره باشد اما ستاره او را به خواب تشویق می‌کند. سرانجام زمانی که میهن و مانی هر دو خواب هستند، ستاره به اتاق می‌رود و آنها را به قتل می‌رساند.

## بازیگران
- کتایون ریاحی در نقش میهن مشرقی
- ثریا قاسمی در نقش آفاق
- آتیلا پسیانی در نقش محسن مشرقی
- محمدرضا گلزار در نقش مانی معترف
- هانیه توسلی در نقش ستاره مشرقی
- شاهرخ فروتنیان در نقش پدر مانی
- پروین میکده در نقش مادر محسن
- مهسا عظیمی در نقش آناهیتا
- شیوا ابراهیمی در نقش گلاره
- بهروز قادری در نقش بازجو

## یادداشت
شام آخر پس از فیلم‌های صعود (۱۳۶۶)، قرمز (۱۳۷۷) و آب و آتش (۱۳۷۹)، چهارمین فیلم فریدون جیرانی است. نام پیشین این فیلم یک داستان زنانه بود.
بسیاری از بازیگران مطرح زن برای بازی در نقش میهن کاندیدا شده بودند، از جمله بیتا فرهی و رؤیا نونهالی اما سرانجام نقش به کتایون ریاحی رسید. فریدون جیرانی توانست در این فیلم محمدرضا گلزار را به شهرت برساند. این فیلم همچنین اولین بازی هانیه توسلی در عرصه سینما هم به حساب می‌آید.

## جوایز
- بهترین بازیگر نقش مکمل زن – ثریا قاسمی در فیلم - بیست و یکمین جشنوارهٔ فیلم فجر
- بهترین بازیگر نقش اول زن - کتایون ریاحی جشنوارهٔ فیلم قاهره - ۱۳۸۱
- نامزد جایزه بهترین بازیگر نقش اول زن جشنوارهٔ فیلم فجر - کتایون ریاحی
- برنده جایزه بهترین کارگردانی، بنیاد فیلم موسیقی و هنر آرپا - سال ۲۰۰۳
- نامزد هرم طلایی، جشنواره بین‌المللی فیلم قاهره - سال ۲۰۰۲
- دهمین فیلم سال، دوره هفدهم انجمن منتقدان و نویسندگان سینمایی ایران - سال ۱۳۸۱